# Ponte aereo
Nella terminologia militare e della logistica, un ponte aereo è l'atto di trasportare persone o cose usando dei velivoli. Anche se si può trattare di un atto ordinario come spostare delle merci da un aeroporto ad un altro, il termine viene più comunemente associato ad eventi straordinari, come il trasporto di soccorsi e generi di prima necessità in zone colpite da catastrofi naturali, o il rapido dispiegamento di uomini e mezzi in un teatro di guerra.
Nell'Agosto del 1915, gli austriaci assediati sul Monte Coston, circondati dagli italiani e privi di rifornimenti, furono soccorsi da un lancio di viveri da parte di a un aeroplano dell'aviazione imperiale. Il tentativo non fu coronato da successo e gran parte dei rifornimenti finì fuori bersaglio e poi catturato dalle truppe italiane. Cinque Short Type 184 furono usati in Mesopotamia, dove furono fatti volare dal fiume Tigri ad Ora e nell'aprile del 1916 furono usati per far arrivare rifornimenti alla guarnigione durante l'Assedio di Kut.
Nel 1922, nell'ambito della Riconquista della Libia, dalla metà di febbraio alla metà di aprile avvenne il primo ponte aereo italiano a cura del Corpo Aeronautico per rifornire il presidio assediato del X Battaglione Àscari Eritrei di el-Azizia.
Furono portati 213 soldati e 43 tonnellate di merci e vennero sgomberati 118 tra feriti ed ammalati fino alla riconquista della zona con 5 trimotori Caproni Ca.36 e qualche monomotore Ansaldo S.V.A..
Il caso più famoso di ponte aereo è probabilmente quello del Ponte aereo per Berlino.